# Universidad Tubman
La Universidad Tubman (en inglés: Tubman University; formalmente Universidad William V.S Tubman) es una universidad pública ubicada en Harper, condado de Maryland, en el país africano de Liberia. La universidad lleva el nombre de William Tubman, el presidente número 19 de Liberia.
Fundada en 1978 como el William V. S. Tubman College of Technology, la escuela ofreció originalmente licenciaturas en arquitectura, ingeniería civil, ingeniería eléctrica, electrónica e ingeniería mecánica.